# Dagsnytt Atten

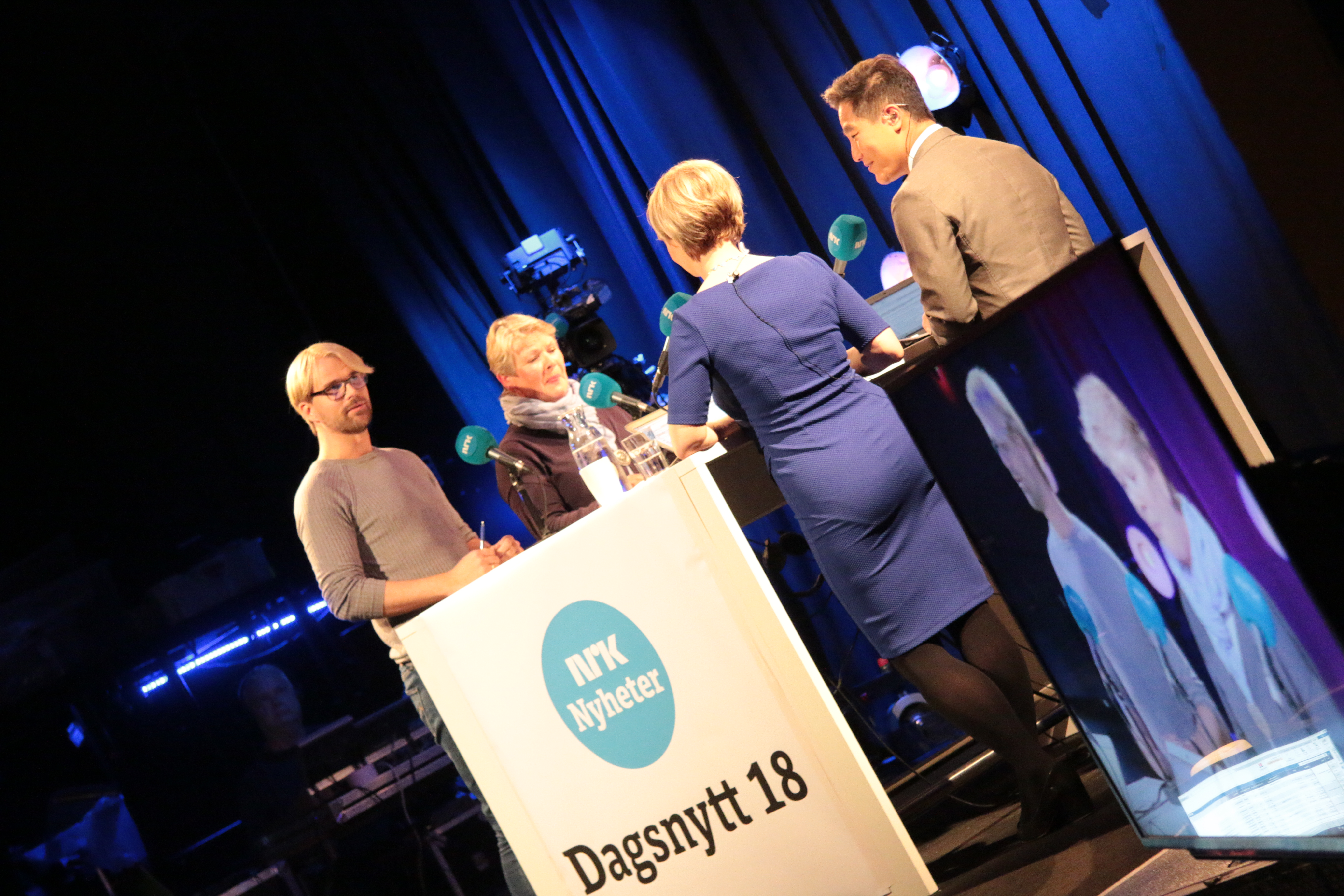

Dagsnytt Atten är ett en timme långt norskt dagligt nyhetsmagasin som sänds i radio på NRK P2 klockan 18:00. Aktörer i norsk politisk debatt och samhällsdebatt möts i studion för debatt och analys för att belysa samtidsaktuella frågor.

## Historia
Programmet startade år 1990 under namnet Atten Tretti men bytte till Dagsnytt Atten 1992. År 2007 monterades kameror i studion och programmet började även sändas i TV på NRK2. Därefter har TV-sändningarna fått fler tittare än radioprogrammet har lyssnare (100 000 tittare och 60 000 lyssnare 2015).

## Programledare
- Alf Hartgen
- Anders Magnus
- Anne Grosvold
- Christer Gilje
- Erik Aasheim
- Eva Nordlund
- Fredrik Solvang
- Frithjof Jacobsen
- Gry Blekastad Almås
- Hans-Wilhelm Steinfeld
- Hege Holm
- Kai Sibbern
- Lars-Jacob Krogh
- Lilly Fritzman
- Marte Michelet
- Ole Reinert Omvik
- Sverre Tom Radøy
- Sigrid Sollund
- Stein Ørnhøi
- Tomm Kristiansen
- Tor Øystein Vaaland
- Tore Westhrin
- Ugo Fermariello